# General G1-80 Skyfarer
Le General G1-80 Skyfarer était un monoplan utilitaire léger américain biplace des années 1940, conçu et produit par la General Aircraft Corporation (en) à Lowell, dans le Massachusetts

## Conception et développement
La General Aircraft Corporation (en) fut établie pour produire un avion conçu par le Dr Otto C. Koppen (en), du Massachusetts Institute of Technology (MIT). L'avion était le G1-80 Skyfarer, un monoplan biplace à aile haute renforcée doté d'une structure basique en alliage léger et une construction mixte en acier tubulaire et revêtement en tissu. Sa dérive était inhabituelle : elle possédait un plan horizontal monté en porte-à-faux, avec l'élévateur monté sur la surface supérieure de la queue et les plaques d'aluminium verticales aux extrémités, dépourvues de gouvernes de lacet mobiles. L'appareil était propulsé par un moteur à quatre cylindres à plat refroidis par air Avco Lycoming GO-145-C2 (en) équipé d'un réducteur.
L'appareil incluait des principes aérodynamiques couverts par des brevets proposés à Fred Weick, un ingénieur aéronautique qui parvint plus tard à concevoir et proposer sur le marché l'Ercoupe. Comme il n'avait pas de gouvernes de lacet (ou de pédales de palonniers), il était beaucoup plus facile à piloter — il ne possédait qu'un simple volant de contrôle, qui contrôlait à la fois les ailerons et les élévateurs — et était considéré comme incapable de partir en vrille. L'avion reçut sa certification par l'Autorité aéronautique civile américaine (Civil Aeronautics Authority, CAA) en 1941 — en deuxième juste après l'Ercoupe —, avec une mention indiquant que l'avion était « caractéristiquement impossible à mettre en vrille ». La compagnie fit également une annonce dans le magazine Popular Science de septembre 1941, dévoilant les premières photos publiques de l'appareil, déclarant qu'une personne « moyenne » pouvait apprendre à piloter le Skyfarer « ...en une heure ou deux... »,.
Il fut initialement prévu que beaucoup d'avions seraient commandés et produits, mais les États-Unis s'engagèrent dans la Seconde Guerre mondiale et le programme Skyfarer fut abandonné, après la production de seulement 17 exemplaires. Les droits et l'outillage de production furent transférés à Grand Rapids Industries, qui produisit seulement deux exemplaires avant d'arrêter la production. La compagnie devint ensuite productrice du planeur d'assaut CG-4.

## Histoire opérationnelle
L. W. DuVon et le Dr David O. Kime, du Western Union College (en), convainquirent le détenteur du certificat de type Grand Rapids Industries de donner l'équipement, l'outillage et un des exemplaires achevés au college. Ils trouvèrent des investisseurs locaux, qui formèrent la Mars Corporation en 1945. L'avion fut plus tard licencié sous le nom de « Mars M1-80 Skycoupe », équipé d'un moteur de 100 ch (73,5 kW). Un exemplaire fut produit, et les plans de production furent estimés à 75 exemplaires dès la première année. Toutefois, la surabondance d'avions produits après la guerre ne laissa finalement que très peu de place pour l'avion de la Mars Corporation, et l'usine devant le produire fut vendue dès 1946.

## Exemplaire préservé
L'avion portant l'immatriculation NC29030 réside dans le musée d'Histoire du comté de Plymouth, dans l'Iowa
,.

## Spécifications techniques (G1-80Skyfarer)
Données de The Illustrated Encyclopedia of Aircraft.
Caractéristiques générales
- Équipage : 1 pilote
- Capacité : 1 passager (assis côte-à-côte avec le pilote)
- Longueur : 6,71 m
- Envergure : 5,98 m
- Hauteur : 2,64 m
- Surface alaire : 11,27 m2
- Masse à vide : 404 kg
- Masse typique : 612 kg
- Moteur : 1   moteur à pistons à 4 cylindres à plat refroidis par air Avco Lycoming GO-145-C2 (en) de 75 ch (56 kW)

 Performances 
- Vitesse maximale : 231,7 km/h
- Vitesse de croisière : 161 km/h
- Distance franchissable : 563 km
- Plafond : 3 050 m
- Charge alaire : 35,85 kg/m2
- Rapport poids-puissance : 5,39 kg/ch